# Гідравлічний підйом
Гідравлічний підйом (рос.гидравлический подьем, англ. hydraulic hoisting, hydraulic lift, нім. hydraulische Schachtförderung f) — транспортування гідросуміші корисних копалин на поверхню з шахти або з дна водоймища; здійснюється за допомогою камерних насосів (вуглесосів, ґрунтових насосів), гідроелеваторів, ерліфтів, камерних завантажувальних пристроїв та ін.
При підземному гідровидобутку здійснюється вертикальними і похилими напірними трубопроводами (при ерліфтному — тільки вертикальними). На вугільних гідрошахтах найбільше поширення набуває вуглесосний Г.п., технологічна схема якого у залежності від глибини може бути одно- та багатоступінчастою, укомплектованою одно- та двоступінчастими відцентровими вуглесосами. Вугілля з видобувних дільниць жолобами та трубами надходить до вузла подрібнення, де дробиться до крупності менше 80-100 мм і далі подається в збірник-накопичувач гідросуміші (зумпф) звідки через камерні завантажувальні апарати (живильники) — до високонапорних багатосекційних відцентрових насосів. При Г.п. застосовуються головним чином двоступеневі відцентрові вуглесоси з напором до 3,1 МПа і витратами до 900—1400 м³/год. Порівняльні техніко-економічні дослідження Центродіпрошахту трьох видів підйому: вуглесосного, за допомогою бункер-живильників та ерліфтного для глибин 500—1000 м показали, що найекономічнішим є ерліфтний підйом гірничої маси. Вперше у світовій практиці ерліфтний Г.п. впроваджено в 1967 р. в Україні на гідрошахті «Красноармійська» виробничого об'єднання «Добропільвугілля» (Донбас). Продуктивність гідрошахти за гірничою масою становила понад 3 тис. т на добу. При видобутку к.к. з дна водойм Г.п. здійснюється за допомогою ерліфтів або занурених ґрунтових насосів, які забезпечують Г.п. з глиб. 30-60 м.